# تشارلز ويلسون غريني
تشارلز ويلسون غريني (بالإنجليزية: Charles Wilson Greene)‏ هو عالم أدوية أمريكي، ولد في 1866 في مقاطعة كروفورد في الولايات المتحدة، وتوفي في 1947.